# العلاقات السودانية الإندونيسية
العلاقات السودانية الإندونيسية هي العلاقات الثنائية التي تجمع بين السودان وإندونيسيا.

## مقارنة بين البلدين
هذه مقارنة عامة ومرجعية للدولتين:
| وجه المقارنة                                              | السودان                     | إندونيسيا         |
| --------------------------------------------------------- | --------------------------- | ----------------- |
| المساحة (كم2)                                             | 1.89 مليون                  | 1.90 مليون        |
| عدد السكان (نسمة)                                         | 40.53 مليون                 | 263.99 مليون      |
| الكثافة السكانية (ن./كم²)                                 | 21.44                       | 138.94            |
| العاصمة                                                   | الخرطوم                     | جاكرتا            |
| اللغة الرسمية                                             | اللغة العربية، لغة إنجليزية | اللغة الإندونيسية |
| العملة                                                    | جنيه سوداني                 | روبية إندونيسية   |
| الناتج المحلي الإجمالي (بليون دولار)                      | 117.49 مليار                | 1.02 تريليون      |
| الناتج المحلي الإجمالي (تعادل القوة الشرائية) بليون دولار | 176.55 مليار                | 2.85 تريليون      |
| الناتج المحلي الإجمالي الاسمي للفرد دولار أمريكي          | 2.41 ألف                    | 3.35 ألف          |
| الناتج المحلي الإجمالي للفرد دولار أمريكي                 | 4.07 ألف                    | 10.52 ألف         |
| مؤشر التنمية البشرية                                      | 0.479                       | 0.684             |
| رمز المكالمات الدولي                                      | +249                        | +62               |
| رمز الإنترنت                                              | سودان                       | .id               |
| المنطقة الزمنية                                           | ت ع م+03:00، ت ع م+02:00    |                   |

## منظمات دولية مشتركة
يشترك البلدان في عضوية مجموعة من المنظمات الدولية، منها:
| علم المنظمة | اسم المنظمة                               | تاريخ انضمام السودان | تاريخ انضمام إندونيسيا |
| ----------- | ----------------------------------------- | -------------------- | ---------------------- |
|             | منظمة التعاون الإسلامي                    | ?                    | ?                      |
|             | الاتحاد البريدي العالمي                   | ?                    | ?                      |
|             | يونسكو                                    | 26 نوفمبر 1956       | 27 مايو 1950           |
|             | البنك الدولي للإنشاء والتعمير             | 5 سبتمبر 1957        | 13 أبريل 1967          |
|             | وكالة ضمان الاستثمار متعدد الأطراف        | 7 نوفمبر 1991        | 12 أبريل 1988          |
|             | الاتحاد الدولي للاتصالات                  | 23 أكتوبر 1957       | 1949                   |
|             | منظمة الشرطة الجنائية الدولية             | ?                    | 5 أكتوبر 1954          |
|             | مؤسسة التمويل الدولية                     | 21 أكتوبر 1960       | 23 أبريل 1968          |
|             | الأمم المتحدة                             | 12 نوفمبر 1956       | 28 سبتمبر 1950         |
|             | مؤسسة التنمية الدولية                     | 24 سبتمبر 1960       | 20 أغسطس 1968          |
|             | الفريق المعني برصد الأرض                  | ?                    | ?                      |
|             | منظمة حظر الأسلحة الكيميائية              | ?                    | ?                      |
|             | المركز الدولي لتسوية المنازعات الاستشارية | 9 مايو 1973          | 28 أكتوبر 1968         |

## وصلات خارجية
- موقع وزارة الخارجية السودانية
- موقع وزارة الخارجية الإندونيسية